# آرناس ولی (نیومکزیکو)
آرناس ولی، نیومکزیکو (به انگلیسی: Arenas Valley) یک منطقهٔ مسکونی در ایالات متحده آمریکا است که در شهرستان گرنت، نیومکزیکو واقع شده‌است. آرناس ولی ۱٬۵۲۲ نفر جمعیت دارد و ۱٬۸۷۰٫۸۹ متر بالاتر از سطح دریا واقع شده‌است.